# Skorusi Żleb

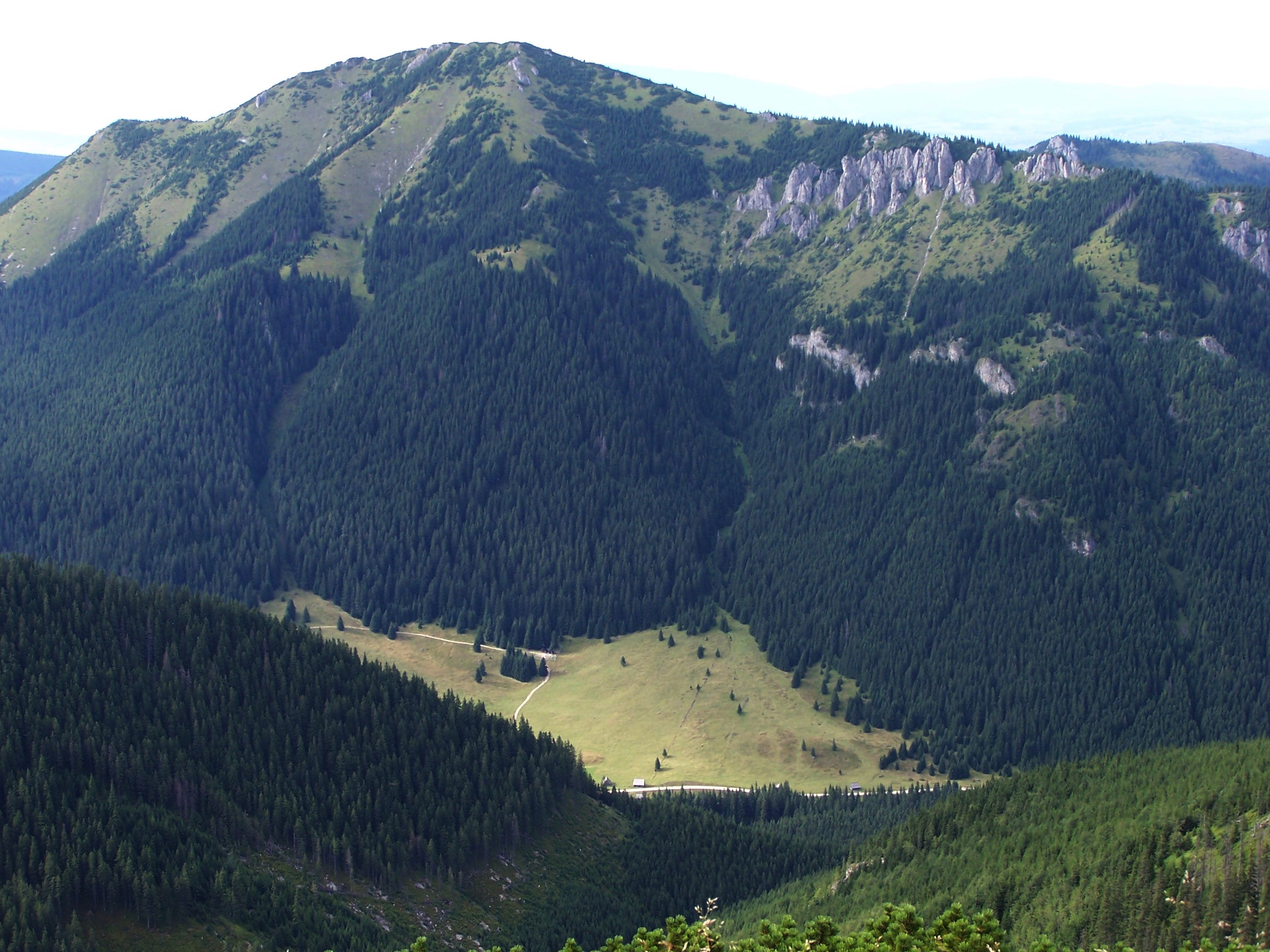
Prawy z dwóch żlebów Bobrowca to Skorusi Żleb.

Skorusi Żleb – żleb opadający z Bobrowca w Tatrach Zachodnich. Opada spod wschodniej jego grani, z tzw. Szerokiego Upłazu, do Polany Chochołowskiej, pomiędzy upłazem Wielkie Kopisko a Mnichami Chochołowskimi. W górnej części ma kilka żłobów schodzących spod wschodniej grani Bobrowca, również pomiędzy turniami Mnichów Chochołowskich. Uchodzi jednym korytem na Polanę Chochołowską, po wschodniej stronie kaplicy na Polanie Chochołowskiej. Zimą schodzą nim lawiny.
Jest jednym z dwóch największych żlebów południowych stoków Bobrowca. Drugim jest Jasiorów Żleb (po jego zachodniej stronie).